# Irak hívójelkörzetei
Irak hívójelkörzetei követik a tartományi határokat, egy hívójelkörzetbe egy vagy több tartomány is be van sorolva.
Irak számára az ITU a YI, HN hívójelprefixeket határozta meg.

## Irak hívójelkörzetei[1][2][3][4]
| Prefix | Prefix | Körzet | Hely                                          |
| ------ | ------ | ------ | --------------------------------------------- |
| YI     | HN     | 1      | Bagdad                                        |
| YI     | HN     | 2      | el-Anbár                                      |
| YI     | HN     | 2      | Dijála                                        |
| YI     | HN     | 3      | en-Nedzsef                                    |
| YI     | HN     | 3      | Kerbela                                       |
| YI     | HN     | 3      | el-Kádiszijja                                 |
| YI     | HN     | 3      | Bábil                                         |
| YI     | HN     | 3      | Vászit                                        |
| YI     | HN     | 4      | el-Muszanna                                   |
| YI     | HN     | 4      | Dzi Kár                                       |
| YI     | HN     | 4      | Mejszán                                       |
| YI     | HN     | 5      | el-Baszra                                     |
| YI     | HN     | 6      | Szaláh ad-Dín                                 |
| YI     | HN     | 6      | Kirkuk                                        |
| YI     | HN     | 7      | esz-Szulejmáníja                              |
| YI     | HN     | 7      | Erbíl                                         |
| YI     | HN     | 7      | Dahúk                                         |
| YI     | HN     | 8      | Ninive                                        |
| 8Z     | 8Z     | 4      | Irak - Szaúd-Arábia semleges zóna (kivezetve) |

## Lajstromjel
Vízi és légi járművek lajstromjelezéséhez az YI prefixet használják.